# Eualthe punctum
Eualthe punctum är en insektsart som beskrevs av Leon Fairmaire. Eualthe punctum ingår i släktet Eualthe och familjen hornstritar. Inga underarter finns listade i Catalogue of Life.